# Musikjahr 1526
Liste der Musikjahre

◄◄ | ◄ | 1522 | 1523 | 1524 | 1525 | Musikjahr 1526 | 1527 | 1528 | 1529 | 1530 | ► | ►►

Weitere Ereignisse
Dieser Artikel behandelt das Musikjahr 1526.

## Ereignisse
- Martin Agricola, der sich 1519 in Magdeburg als Musiklehrer niedergelassen und der Reformation angeschlossen hat, ist Kantor der zu einer einzigen städtischen Anstalt zusammengefassten Musikschulen. Neben seiner Lehraufgabe bemüht sich Agricola vor allem darum, der neuen protestantischen Bewegung eine eigene Kirchenmusik zu geben.
- Cosmos Alder ist Sänger am Stift St. Vinzenz in Bern.
- Bonifacius Amerbach, der sein Studium 1525 an der Universität Avignon mit einer Promotion zum Doktor beider Rechte abgeschlossen hat, wird als Professor der Rechtswissenschaft an die Universität Basel berufen und lehrt hier bis 1536 römisches Recht.
- Jakob Arcadelt wirkt – nachdem Jehan de Berghes, Gouverneur der Grafschaft Namur, im Jahr 1526 einen Sieg über den Herzog von Geldern und Robert de la Marck errungen hat – zusammen mit Thomas Crécquillon und Cornelius Canis am 28. Dezember 1526 an der Siegesfeier zu Ehren des Gouverneurs mit.
- Eustorg de Beaulieu hält sich seit 1524 in Tulle auf. Sein später erschienenes Werk Les Divers Rapportzenthält mehrere an bekannte Persönlichkeiten der Stadt gerichtete Huldigungsgedichte.
- Hans Buchner ist Domorganist am Münster zu Unserer Lieben Frau in Konstanz. Als 1526 die Reformation eingeführt wird, verlassen der Bischof, das Domkapitel und die Geistlichkeit Konstanz und gehen nach Meersburg. Die Konstanzer Domstiftsgottesdienste finden nun bis 1542 in der Pfarrkirche in Überlingen statt. Hier führt Buchner seine Pflichten als Organist weiter, behält aber seinen Wohnsitz in Konstanz.
- Cornelius Canis ist Sänger an der Kollegiatkirche Saint-Auban in Namur.
- Carpentras erkrankt 1526 an Tinnitus, ein Zustand, der ihn in Panik versetzt und den er als kontinuierliches Zischen in seinem Kopf beschreibt. Anscheinend ist es zu diesem Zeitpunkt, dass er sich vom praktischen Musizieren zurückzieht und stattdessen beschließt, sich der Veröffentlichung seiner gesammelten Kirchenmusik zu widmen, einem immensen Unterfangen, und auch der früheste bekannte derartige Versuch in der Musikgeschichte.
- Jehan Daniel ist Organist an der Kathedrale von Angers. Er wird diese Stelle bis 1540 innehaben.
- Sixt Dietrich ist in Konstanz Diakon und Lehrer der Chorknaben in Musik und Latein.
- Pedro de Escobar steht in Portugal im Dienste des Monarchen Manuel I. (Portugal). Er ist Lehrer der Knaben an der Kapelle seines Sohnes Alfonso.
- Georg Forster ist Mitglied der Heidelberger Kantorei von Kurfürst Ludwig X., welche unter Leitung des Kapellmeisters und Komponisten Lorenz Lemlin steht. Er erhält dort eine gründliche musikalische Ausbildung. Zu seinen Mitschülern gehören unter anderen Caspar Othmayr, Jobst von Brandt und Stefan Zirler, was zu einer lebenslangen Freundschaft mit diesen Komponisten führt. Forster studiert an der Universität Heidelberg alte Sprachen und wird hier im Sommer 1528 den Grad eines baccalaureus artium erwerben.
- Nicolas Gombert, der wahrscheinlich ein Schüler von Josquin Desprez († 1521) gewesen ist, wird 1526 Mitglied der Hofkapelle von Kaiser Karl V. Der Name Gomberts erscheint erstmals in einem von Karl V. in Granada unterzeichneten Dokument vom 2. Oktober 1526, in dem Gombert als Sänger in Karls Hofkapelle benannt ist. In den ersten drei Jahren bis 1529 hält sich Gombert mit dieser Kapelle in Toledo, Sevilla, Granada, Valladolid, Valencia und Madrid auf, weil die Kapelle den Kaiser auf dessen Reisen begleitet.
- Lupus Hellinck ist Succentor an der Liebfrauenkirche in Brügge und seit dem 17. Juni 1523 an der Hauptkirche St. Donatian, was mit den Aufgaben der Chorleitung und des Unterrichts der Chorknaben verbunden ist.
- Nikolaus Herman ist Kantor und Lehrer an der Lateinschule in St. Joachimsthal.
- Paul Hofhaimer ist spätestens seit 1522 Domorganist am Salzburger Dom im Dienst von Fürsterzbischof Kardinal Matthäus Lang von Wellenburg.
- Hans Kugelmann, der in den Diensten des Hauses Fugger in Augsburg stand, ist seit 1524 Trompeter und Hofkomponist beim Markgrafen Albrecht in Königsberg.
- Erasmus Lapicida, der um das Jahr 1521 vom Habsburger Erzherzog Ferdinand I. (Regierungszeit als Erzherzog 1521–1531) am Schottenkloster in Wien eine Präbende verliehen bekam, lebt dort die 26 restlichen Jahre seines Lebens.
- Jacotin Le Bel ist Mitglied der Hofkapelle des französischen Königs Franz I. Er wird unter der Bezeichnung Maistre Jacques Le Bel, clerc du diocese d’Amyens geführt und bekommt vom König ein Kanonikat und eine Pfründe an der Kollegiatkirche Notre Dame in der Provinz Anjou.
- Georg Liban hält Vorlesungen an der Universität Krakau und ist von etwa 1506 bis 1528 an der Schule der Marienkirche als Kantor, seit 1514 als Rektor tätig. Er unterrichtet lateinische Prosodie, Griechisch und Musik.
- Johannes Lupi, der seit dem 28. August 1522 an der philosophischen Fakultät der Universität Löwen eine der vier Paedagogia studiert hat, kehrt nach Cambrai zurück und wird am 18. Juni 1526 als parvus vicarius an der Domkantorei unter seinem Leiter Jean Rémy (genannt Descaudin) aufgenommen, der vielleicht auch sein Lehrmeister wird.
- Jean l’Héritier, der im Juli 1525 nach Verona gezogen ist, arbeitet in nicht näher bekannten Diensten des dortigen Bischofs.
- Francesco Canova da Milano, der für Papst Leo X. und auch für Papst Hadrian VI. gearbeitet hatte, verbleibt wahrscheinlich auch während der Regentschaft Clemens VII. in Rom.
- Cristóbal de Morales erhält eine seiner ersten Anstellungen als Kapellmeister in Ávila.
- Luis de Narváez steht seit den 1520er Jahren im Dienst von Francisco de los Cobos y Molina (1477–1547), Komtur von León und Sekretär von Kaiser Karl V.; er lebt mit großer Wahrscheinlichkeit in Valladolid mit seinem Dienstherrn bis zu dessen Tod 1547.
- Nicolas Payen ist wahrscheinlich zwischen 1522 und 1529 Chorknabe bei der capilla flamenca von Kaiser Karl V. Ab 1525 erscheint sein Name in den Pfründe-Listen der Gemeinden in Mons und Gorinchem.
- Diego Pisador, der Beamter (mayordomo) der Stadt Salamanca war, erhält im Jahr 1526 die niederen Weihen, ohne später die kirchliche Laufbahn fortzusetzen.
- Matteo Rampollini ist seit 1520 Nachfolger von Bernardo Pisano als Leiter des Knabenchores an der Kathedrale Santa Maria del Fiore in Florenz.
- Konrad Rupff bittet offenbar wegen der schlechten Besetzung der kursächsischen Hofkapelle um seine Entlassung. Die von Konrad Rupff gemeinsam mit Johann Walter und Martin Luther in Wittenberg erarbeitete „Deutsche Messe“ wird 1526 gedruckt.
- Claudin de Sermisy ist Kaplan in der Kirche von Camberon in der Nähe von Abbeville. Er ist weiterhin Mitglied der Hofkapelle von König Franz I. von Frankreich. Um 1525/1526 wird Sermisy möglicherweise der Nachfolger von Antoine du Longueval als königlicher Chormeister (maître et recteur).
- Crispinus van Stappen ist an der Kathedrale von Cambrai tätig. Zu seinen Aufgaben gehört die Rekrutierung neuer Sänger für die Kathedrale und auch für die päpstliche Kapelle. Entsprechende Reisen sind für die Jahre 1523, 1526 und 1529 dokumentiert.
- Thomas Stoltzer, der am ungarischen Königshof in Ofen tätig ist, spricht in dem einzigen von seiner Hand überlieferten Dokument, einem Brief an Herzog Albrecht von Preußen vom 23. Februar 1526, von der soeben vollendeten Vertonung des 37. Psalms, welche außer seiner ungewöhnlichen Länge auch etwas besonders kunstvolles Neues sei; darüber hinaus deutet er in dem Brief sein Interesse an einer Anstellung am preußischen Hof an und legt dem Brief noch die lateinische Vertonung des 29. Psalms Exaltabo te bei, welche jedoch nicht überliefert ist. Es kommt jedoch nicht mehr zu einem Wechsel an den preußischen Hof. Offenbar muss Stoltzer zusammen mit großen Teilen des ungarischen Hofes vor den herannahenden Türken in Richtung Prag fliehen und ertrinkt nach den Worten des Humanisten Johannes Lang (1503–1567) dabei im März 1526 in dem Fluss Thaya in der Nähe von Znaim.
- Philippe Verdelot ist seit März 1522 Maestro di capella am Baptisterium des Doms Santa Maria del Fiore in Florenz und spätestens ab April 1523 hat er das gleiche Amt am Dom selbst. Damit hat Verdelot die beiden wichtigsten kirchenmusikalischen Ämter der Stadt auf sich vereinigt und übt diese vermutlich bis Mitte 1527 aus.
- Jheronimus Vinders ist vom 16. Juni 1525 bis Januar 1526 Singmeister (zangmeester) an der damaligen Janskerk (heute St. Bavo-Kathedrale) in Gent, und zwar für die Gilde Onze-Lieve-Vrouwe-op-de-rade (Marienbruderschaft).
- Johann Walter ist Sänger und Komponist in der kursächsische Hofkapelle in Torgau. Leider ist der auf eine reichhaltige Hofmusik bedachte Kurfürst Friedrich der Weise bereits im Vorjahr verstorben. Sein Nachfolger Kurfürst Johann der Beständige legt keinen Wert auf Figuralmusik und löst 1526 die Hofkantorei auf. Um sich weiterhin musikalisch betätigen zu können, gründet Walter 1526 die Stadtkantorei, eine Gruppe sangesfreudiger erwachsener Torgauer Bürger, mit denen er (zusammen mit den Chorschülern) die neue Kirchenmusik einstudiert und in der Marienkirche aufführt.
- Philip van Wilder wird in den königlichen Zahllisten der Jahre 1525–1526 als Philipp Welder, mynstrell mit dem ungewöhnlich hohen Monatsgehalt von 50 Shilling geführt, wobei das Anstellungsdatum am königlichen Hof wegen einer Lücke in den Akten nicht bekannt ist.

## Gründungen
- Die Kungliga Hovkapellet (deutsch: königliche Hofkapelle) in Stockholm wird erstmals erwähnt. Das Orchester besteht ursprünglich sowohl aus Musikern als auch aus Sängern.

## Vokalwerke

### Geistlich
- Jacotin Le Bel – Motette Interveniat pro Gabrieli
- Sebastiano Festa – O passi sparsi: Noten und Audiodateien im International Music Score Library Project
- Martin Luther – Deutsche Messe: Noten und Audiodateien im International Music Score Library Project
- Cristóbal de Morales – Officium defunctorum (ca. 1526–28)
- Thomas Stoltzer – Erzürne dich nicht: Noten und Audiodateien im International Music Score Library Project

### Weltlich
- Verschiedene Komponisten
  - Libro primo de la Croce: Noten und Audiodateien im International Music Score Library Project
  - Manuscript, I-Bc MS Q.21: Noten und Audiodateien im International Music Score Library Project

## Geboren

### Geburtsdatum gesichert
- 05. Februar: Sophonias Paminger, deutscher Lehrer und Komponist († 1603)

### Genaues Geburtsdatum unbekannt
- Fabritio Caroso, italienischer Tanzmeister († 1605 oder 1620)
- Aman Isa Khan: uigurische Muqam-Meisterin, Dichterin und Musikerin († 1560)

### Geboren um 1526
- Ludwig Daser, deutscher Kapellmeister und Komponist († 1589)

## Gestorben

### Todesdatum gesichert

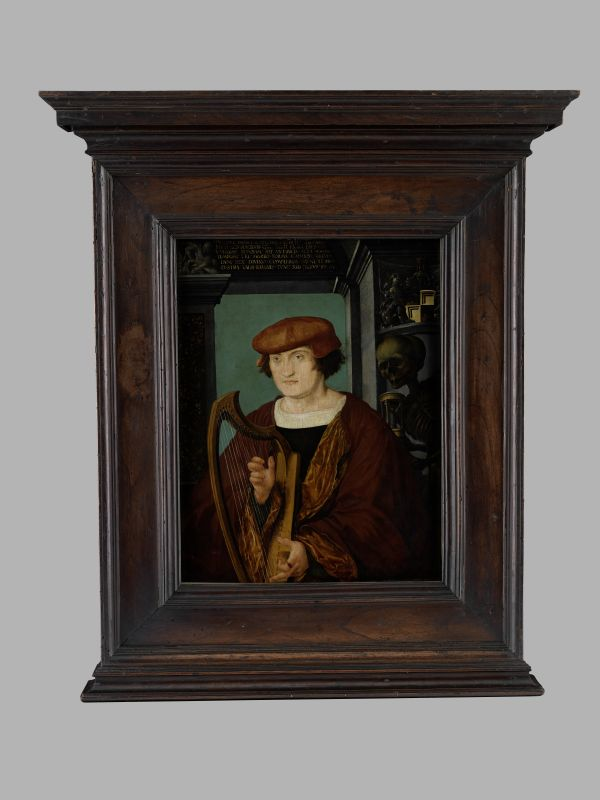
Johannes Xylotectus; † 6. August

- 04. März: Hans Judenkönig, österreichischer Lautenspieler (* um 1450)
- 00. März: Thomas Stoltzer, deutscher Komponist (* um 1480)
- 06. August: Johannes Xylotectus, Schweizer Reformator und Kirchenlieddichter (* 1490)
- 31. Oktober: Conrad Brumann, deutscher Organist und Komponist (* um 1480)

### Gestorben um 1526
- Antonius Divitis, franko-flämischer Komponist, Sänger und Kleriker (* zwischen 1470 und 1475)
- Garci Sánchez de Badajoz, spanischer Lieddichter und Musiker (* um 1450 bis 1460)